# Hiša arhitekture Maribor
Hiša arhitekture Maribor je trenutno edina hiša arhitekture v Sloveniji. Ustvaril jo je Raz:um, čigar direktorja sta Dean Korošak in Uroš Lobnik. V njej se odvijajo različna predavanja o arhitekturi ter študentski arhitekturni projekti. Kratica zanjo je HAM.
HAM je eden od projektov Univerze v Mariboru. S svojim delovanjem je pričela leta 2012, v sklopu Evropske prestolnice kulture. HAM v sodelovanju z drugimi združenji arhitektov v državi in širši regiji skrbi za predstavitve in promocijo sodobne arhitekture, Mariboru pa ponuja prostor za razstave, posvete in predstavitve vsebin povezanih s sodobno arhitekturo in prostorom.